# Nhóm ngôn ngữ Philippines
Nhóm ngôn ngữ Philippines, theo đề xuất của Zorc (1986) và Robert Blust (1991, 2005), là một nhóm gồm mọi ngôn ngữ của Philippines và bắc Sulawesi (trừ nhóm Sama–Bajaw, ngôn ngữ của người "Di-gan Biển"), tạo nên một nhánh con trong ngữ tộc Mã Lai-Đa Đảo của ngữ hệ Nam Đảo. Dù quần đảo Philippines gần với trung tâm của cuộc lan tỏa Nam Đảo (Đài Loan), sự đa dạng giữa 150 ngôn ngữ Philippines không lớn lắm; có lẽ, sự đa dạng ban đầu của ngôn ngữ tại Philippines đã bị xóa sổ bởi sự lan rộng của tiền thân các ngôn ngữ Philippines hiện đại.

## Phân loại
Theo chiều bắc nam, nhóm ngôn ngữ Philippines có thể chia ra như sau:
- Batanes (3-4 ngôn ngữ tại Batanes và Formosa)
- Bắc Luzon (40 ngôn ngữ, gồm tiếng Ilocano và tiếng Pangasinan)
- Trung Luzon (10 ngôn ngữ, gồm nhóm Sambal và tiếng Kapampangan)
- Bắc Mindoro (hay Bắc Mangyan; 3 ngôn ngữ)
- Đại Trung Philippines
  - Nam Mindoro (hay Nam Mangyan; 3 ngôn ngữ)
  - Trung Philippines (40 ngôn ngữ, gồm tiếng Tagalog, nhóm Bikol và nhóm Bisaya/Visaya)
  - Palawan (3 ngôn ngữ)
  - Subanon (6 ngôn ngữ, hoặc 6 phương ngữ của một ngôn ngữ)
  - Danao (3 ngôn ngữ, gồm tiếng Maguindanao và tiếng Maranao)
  - Manobo (15 ngôn ngữ)
  - Gorontalo–Mongondow (9 ngôn ngữ ở Gorontalo và Bắc Sulawesi)
- Kalamian (2 ngôn ngữ ở bắc Palawan)
- Nam Mindanao (5 ngôn ngữ)
- Sangir (4 ngôn ngữ ở Sangir và Talaud)
- Minahasa (5 ngôn ngữ ở Bắc Sulawesi)

Ngoài ra, tiếng Ati, tiếng Dumaget Umiray, tiếng Manide, và tiếng Alabat Inagta là những ngôn ngữ chưa phân loại trong nhóm Philippines, được Reid (2013) coi là những ngôn ngữ sớm tách ra khỏi ngôn ngữ Mã Lai-Đa Đảo nguyên thủy.

### Reid (2018)
Lawrence Reid (1982, 2017, 2018) phủ nhận sự thống nhất phái sinh của nhóm ngôn ngữ Philippines. Reid (2018) liệt kê những nhánh sau như.
- Inati
- Batanes (3 ngôn ngữ)
- Bắc Luzon (47 ngôn ngữ)
- Trung Luzon (10 ngôn ngữ)
- Trung Philippines (52 ngôn ngữ)
- Kalamian (2 ngôn ngữ)
- (những nhánh khác)

Reid (2013) chấp nhận những nhánh dưới đây là những phân nhóm trong vùng ngôn ngữ Philippines.
- Batanes
- Bắc Luzon
- Manide-Alabat
- Trung Luzon
- Bắc Mangyan
- Inati
- Trung Philippines
- Nam Mangyan
- Kalamian
- Palawa
- Manobo
- Danao
- Subanen
- Nam Mindanao

## So sánh từ vựng
Bảng so sánh một số ngôn ngữ Philippines sắp xếp theo chiều bắc xuống nam với ngôn ngữ Nam Đảo nguyên thủy đứng đầu để so sánh.
| Tiếng Việt          | 0           | 1              | 2           | 3            | 4            | 5     | người | nhà    | chó      | dừa     | ngày     | mới     | chúng ta   | gì      | lửa    |
| ------------------- | ----------- | -------------- | ----------- | ------------ | ------------ | ----- | ----- | ------ | -------- | ------- | -------- | ------- | ---------- | ------- | ------ |
| Nam Đảo nguyên thủy |             | *əsa *isa      | *duSa       | *təlu        | *Səpat       | *lima | *Cau  | *Rumaq | *asu     | *niuR   | *qalejaw | *baqeRu | *i-kita    | *n-anu  | *Sapuy |
| Batanes             | 0           | 1              | 2           | 3            | 4            | 5     | người | nhà    | chó      | dừa     | ngày     | mới     | chúng ta   | gì      | lửa    |
| Yami (Tao)          |             | ása            | dóa (raroa) | tílo (tatlo) | apat (ápat)  | lima  | tao   | vahay  | chito    | niyoy   | araw     | vayo    | yaten      | ango    | apoy   |
| Ivatan              |             | asa            | dadowa      | tatdo        | apat         | lima  | tao   | vahay  | chito    | niyoy   | araw     | va-yo   | yaten      | ango    | apoy   |
| Bắc Luzon           | 0           | 1              | 2           | 3            | 4            | 5     | người | nhà    | chó      | dừa     | ngày     | mới     | chúng ta   | gì      | lửa    |
| Ilokano             | ibbong awan | maysa          | dua         | tallo        | uppat        | lima  | tao   | balay  | aso      | niog    | aldaw    | baro    | sitayo     | ania    | apoy   |
| Ibanag              | awan        | tadday         | dua         | tallu        | appa'        | lima  | tolay | balay  | kitu     | niuk    | aggaw    | bagu    | sittam     | anni    | afi    |
| Gaddang             |             | antet          | addwa       | tallo        | appat        | lima  | tolay | balay  | atu      | ayog    | aw       | bawu    | ikkanetam  | sanenay | afuy   |
| Pangasinan          |             | sakey          | dua duara   | talo talora  | apat apatira | lima  | too   | abong  | aso      | niyog   | ageo     | balo    | sikatayo   | anto    | pool   |
| Central Luzon       | 0           | 1              | 2           | 3            | 4            | 5     | người | nhà    | chó      | dừa     | ngày     | mới     | chúng ta   | gì      | lửa    |
| Kapampangan         | ala         | métung isâ     | adwâ        | atlû         | ápat         | lima  | táu   | balé   | ásu      | ngúngut | aldô     | báyu    | íkatamu    | nánu    | api    |
| Trung Philippines   | 0           | 1              | 2           | 3            | 4            | 5     | người | nhà    | chó      | dừa     | ngày     | mới     | chúng ta   | gì      | lửa    |
| Tagalog             | wala        | isa            | dalawa      | tatlo        | apat         | lima  | tao   | bahay  | aso      | niyog   | araw     | bago    | tayo       | ano     | apoy   |
| Bikol               | 0           | 1              | 2           | 3            | 4            | 5     | người | nhà    | chó      | dừa     | ngày     | mới     | chúng ta   | gì      | lửa    |
| Trung Bikol         | wara        | saro           | duwa        | tulo         | upat         | lima  | tawo  | harong | ayam     | niyog   | adlaw    | ba-go   | kita       | ano     | kalayo |
| Bikol Rinconada     |             | əsad           | darwā       | tolō         | əpat         | lima  | tawō  | baləy  | ayam     | noyog   | aldəw    | bāgo    | kitā       | onō     | kalayō |
| Visayan             | 0           | 1              | 2           | 3            | 4            | 5     | người | nhà    | chó      | dừa     | ngày     | mới     | chúng ta   | gì      | lửa    |
| Waray               | waray       | usa sayo       | duha        | tulo         | upat         | lima  | tawo  | balay  | ayam ido | lubi    | adlaw    | bag-o   | kita       | ano     | kalayo |
| Hiligaynon          | walay       | isa            | duwa        | tatlo        | apat         | lima  | tawo  | balay  | ido      | lubi    | adlaw    | bag-o   | kita       | ano     | kalayo |
| Asi                 |             | usa            | ruha        | tuyo         | upat         | lima  | tawo  | bayay  | iro      | nidog   | adlaw    | bag-o   | kita       | ni-o    | kayado |
| Romblomanon         |             | isa            | duha        | tuyo         | upat         | lima  | tawo  | bayay  | ayam     | niyog   | adlaw    | bag-o   | kita       | ano     | kalayo |
| Onhan               |             | isya           | darwa       | tatlo        | ap-at        | lima  | tawo  | balay  | ayam     | niyog   | adlaw    | bag-o   | kita       | ano     | kalayo |
| Kinaray-a           | wara        | sara           | darwa       | tatlo        | apat         | lima  | taho  | balay  | ayam     | niyog   | adlaw    | bag-o   | kita tatən | ano     | kalayo |
| Aklanon             | uwa         | isaea sambilog | daywa       | tatlo        | ap-at        | lima  | tawo  | baeay  | ayam     | niyog   | adlaw    | bag-o   | kita       | ano     | kaeayo |
| Cebu                | wala        | usa            | duha        | tulo         | upat         | lima  | tawo  | balay  | iro      | lubi    | adlaw    | bag-o   | kita       | unsa    | kalayo |
| Tausug              |             | isa hambuuk    | duwa        | tu           | upat         | lima  | tau   | bay    | iru'     | niyug   | adlaw    | ba-gu   | kitaniyu   | unu     | kayu   |
| Danao               | 0           | 1              | 2           | 3            | 4            | 5     | người | nhà    | chó      | dừa     | ngày     | mới     | chúng ta   | gì      | lửa    |
| Mëranaw             |             | isa            | dowa        | t'lo         | phat         | lima  | taw   | walay  | aso      | neyog   | gawi'e   | bago    | tano       | tonaa   | apoy   |
| Nam Mindanao        | 0           | 1              | 2           | 3            | 4            | 5     | người | nhà    | chó      | dừa     | ngày     | mới     | chúng ta   | gì      | lửa    |
| Tboli               |             | sotu           | lewu        | tlu          | fat          | lima  | tau   | gunu   | ohu      | lefo    | kdaw     | lomi    | tekuy      | tedu    | ofih   |
| Minahasa            | 0           | 1              | 2           | 3            | 4            | 5     | người | nhà    | chó      | dừa     | ngày     | mới     | chúng ta   | gì      | lửa    |
| Tombulu (Minahasa)  |             | esa            | zua rua     | telu         | epat         | lima  | tou   | walé   | asu      | po'po'  | endo     | weru    | kai kita   | apa     | api    |
| Sangir              | 0           | 1              | 2           | 3            | 4            | 5     | người | nhà    | chó      | dừa     | ngày     | mới     | chúng ta   | gì      | lửa    |
| Sangir              |             | sembau esa'    | darua       | tatelu       | epa'         | lima  | tau   | balé   | kapuna'  | bango'  | elo      | wuhu    | kité       | tawé    | putung |
| Gorontalo-Mongondow | 0           | 1              | 2           | 3            | 4            | 5     | người | nhà    | chó      | dừa     | ngày     | mới     | chúng ta   | gì      | lửa    |
| Gorontalo           |             | tuwewu         | duluwo      | totolu       | opato        | limo  | tawu  | bele   | 'apula   | sekat   | dulahu   | bohu    | 'ito       | wolo    | tulu   |
| Mongondow           |             | inta'          | dua         | tolu         | opat         | lima  | intau | baloi  | ungku'   | cekut   | singgai  | mobagu  | kita       | onda    | tulu'  |